# Hungry Eyes (Eric Carmen)
Hungry eyes è una canzone incisa nel 1987 dal cantante statunitense Eric Carmen e facente parte della colonna sonora del film  Dirty Dancing  (film di Emile Ardolino con protagonisti Jennifer Grey e Patrick Swayze).

Autori del brano sono John De Nicola e Franke Previte (due degli autori di un'altra canzone del film, (I've Had) The Time of My Life).
Nel film, la canzone è inserita in occasione di una famosa scena nella quale Johnny Castle, il personaggio interpretato da Patrick Swayze dà una delle sue lezioni di ballo a Baby, il personaggio interpretato da Jennifer Grey, e in cui il brano viene fatto partire da un juke box, dopo che Johnny ha simulato dei battiti di cuore.

## Storia
Eric Carmen fu contattato per incidere la canzone dal suo ex-produttore, Jimmy Ienner, in un momento in cui sembrava aver ormai deciso di abbandonare la carriera di interprete e di dedicarsi esclusivamente alla composizione.
Il singolo, prodotto dallo stesso Eric Carmen, uscì su etichetta RCA nei formati 45 giri, 45 giri maxi e CD singolo.

Il disco raggiunse il 4º posto delle classifiche Stati Uniti e il 6° in quelle svedesi.
Il demo originale del brano è stato inserito, insieme ai demo originali degli altri brani del film Dirty Dancing - Balli proibiti, in una raccolta intitolata "Dirty Dancing: The Original Demos", raccolta uscita l'8 settembre 2010 e i cui proventi saranno destinati alla fondazione per la ricerca sul cancro al pancreas intitolata a Patrick Swayze.

## Testo e musica
Il testo parla di un uomo che desidera appassionatamente una donna e fantastica sul suo rapporto con lei, immaginando di "farla sua" quella notte. Afferma, che, quando si trova di fronte a lei, i suoi occhi ardono d'amore, tanto da essere definiti "bramosi" (hungry eyes).
Il brano presenta una melodia molto ritmata, sin dalla prima strofa.

## Tracce

### 45 giri
1. Hungry Eyes (John De Nicola - Franke Previte) - Eric Carmen 4:06
2. Where Are You Tonight (M. Scola) - Tom Johnston 3:59

### 45 giri maxi (Versione 1)
1. Hungry Eyes (John De Nicola - Franke Previte)  - Eric Carmen 4:06
2. Where Are You Tonight - Tom Johnston
3. (I've Had) The Time of My Life  (John De Nicola - Franke Previte - Donald Markowitz) - Bill Medley & Jennifer Warnes

### 45 giri maxi (Versione 2)
1. Hungry Eyes (John De Nicola - Franke Previte) - Eric Carmen 4:06
2. Hungry Eyes (Live) - Eric Carmen 4:23
3. Almost Paradise  (Live)  (Eric Carmen - Dean Pitchford) - Eric Carmen 3:56

### CD singolo
1. Hungry Eyes (John De Nicola - Franke Previte)  - Eric Carmen 4:06
2. Where Are You Tonight - Tom Johnston 3:59
3. (I've Had) The Time of My Life  (John De Nicola - Frank Previte - Donald Markowitz) - Bill Medley & Jennifer Warnes 6:49
4. She's Like the Wind (Patrick Swayze - Franke Previte - S. Widleitz) - Patrick Swayze & Wendy Fraser

## Video musicale
Nel video musicale, si vede Eric Carmen vicino ad un proiettore d'epoca che proietta le immagini del film  Dirty Dancing , dove Jennifer Grey e Patrick Swayze sono protagonisti di un passo a due.

## Classifiche
| Paese         | Posizione massima | Nr. settimane in classifica |
| ------------- | ----------------- | --------------------------- |
| Nuova Zelanda | 18                | 10                          |
| Paesi Bassi   | 16                | 12                          |
| Regno Unito   | 82                |                             |
| Stati Uniti   | 4                 |                             |
| Svezia        | 6                 | 4                           |

## Cover
Tra i cantanti o gruppi musicali che hanno eseguito una cover di Hungry Eyes, figurano:
- Countdown Singers
- Eyeopener (2004)
- Frankie & the Knockouts
- New Found Glory (nell'album di cover From the Screen to Your Stereo Part II del 2007)
- Paris Encore (2007)
- Smokie
- Ringo Starr